# Philippe Poullaouec-Gonidec
Philippe Poullaouec-Gonidec est plasticien de l’environnement et architecte paysagiste. C’est un spécialiste en design urbain et dans les études paysagères, né en France. Il est professeur émérite à l’École d’urbanisme et d’architecture de paysage de l’Université de Montréal. Cofondateur de la Chaire Universitaire en paysage et environnement de l'Université de Montréal (CPEUM), en 1996, il l'a dirigé durant 21 ans. Il a été titulaire de la Chaire UNESCO en paysage urbain de l'Université de Montréal (CUPUM), de 2003 à 2021 après en avoir été le fondateur.

## Biographie
Fils de capitaine de la marine marchande en France, Philippe Poullaouec-Gonidec accompagne son père sur les mers et les océans. L'approche des côtes et la découpe lente des territoires imprègnent l’imagination de ce Breton d'origine (né à Brest, le 17 avril 1954) et développe une réelle passion pour le paysage et ses représentations sociales et culturelles,. En 1977, Philippe Poullaouec-Gonidec obtient le Diplôme national des Beaux-arts (D.N.B.A.) (France) et complète, en 1982, une maîtrise en aménagement de l’Université de Montréal (Canada). 
Dès 1985, il entreprend une carrière universitaire à la Faculté de l’aménagement de l’Université de Montréal à titre de professeur à l’École d’architecture de paysage; école qu’il dirigera entre 1992 et 1996. Il contribue au développement de cette discipline encore jeune, tant par son enseignement et ses recherches que par son engagement professionnel.
En 1996, il cofonde la Chaire en paysage et environnement de l’Université de Montréal (CPEUM), qu’il dirigera durant 21 ans. En 2003, l’UNESCO crée et lui octroie la Chaire UNESCO en paysage urbain de l’Université de Montréal (CUPUM) dont il sera titulaire jusqu’en 2021.  Dans le cadre de ce mandat, il a dirigé et animé un réseau de coopération scientifique UNITWIN  de plus de 20 institutions universitaires réparties dans six régions du monde pour contribuer activement aux programmes de l’UNESCO.

## Principales réalisation et contributions

### Renouvellement des études paysagères
Dès le début de sa carrière professorale à la fin des années 80, il contribue à l’émergence d’un nouveau champ de recherche « culturaliste » dans le domaine du paysage. Ainsi, depuis plus de 25 ans, ses recherches se déploient principalement sur la reconnaissance des valorisations et des aspirations sociales et culturelles des paysages et des territoires,. Lauréat de la Fondation Pierre Elliott Trudeau 2005 , son travail a été particulièrement contributif à la définition du concept de paysage urbain,, à ses caractérisations et à leurs processus d’invention et de réinvention sociales. En 2010, la Commission canadienne pour l’UNESCO nomme Philippe Poullaouec-Gonidec membre de la Commission sectorielle des sciences naturelles, sociales et humaines
La direction de la Chaire en paysage et environnement de l’Université de Montréal lui permet développer avec ses collègues chercheurs des programmes de recherche uniques au Québec et au Canada sur la gestion des paysages et sur leurs cadres opératoires. En 2015, il obtient avec son équipe de recherche une subvention du Fonds des leaders John-R.-Evans de la Fondation Canadienne pour l’Innovation pour créer un Laboratoire d’innovation paysagère,; un levier structurant pour renouveler l’instrumentation des études paysagères au Canada. Son implication en recherche aura contribué à la formation d’une relève scientifique dans le domaine des études paysagères (infrastructures de transports routier et d'énergie, urbanisation, design urbain). De plus profondément soucieux et impliqué par l’éducation au développement durable dans le cadre de ses activités de la Chaire UNESCO en paysage urbain, il contribue au rapport mondial qui alimentera les réflexions de la Commission internationale sur “Les futurs de l’éducation” qui visent à repenser l’éducation et à façonner l’avenir en lançant un débat mondial sur la manière de réinventer le savoir, l’éducation et l’apprentissage dans un monde de plus en plus complexe, incertain et précaire. C’est sous le titre « Réinventer le monde par la lecture des paysages » que Philippe Poullaouec-Gonidec rappelle l’importance d’amener les élèves à développer un sentiment d’affinité avec les lieux et les territoires.

### Le savoir universitaire au service du développement urbain
Pour répondre aux multiples enjeux de développement urbain à l'échelle mondiale, il initie et réalise avec l’UNESCO des activités de coopération internationale pour aider les pouvoirs locaux à requalifier leur territoire. Dès 2003 lors de la création de la Chaire UNESCO en paysage urbain de l’Université de Montréal (CUPUM), pour soutenir la mise en œuvre de visions stratégiques en design urbain dans différentes villes dans le monde,. Ces ateliers de coopération internationale deviennent des rendez-vous annuels d’enseignement et de recherche qui favorisent l’interculturalité, l’interdisciplinarité et le dialogue entre le milieu universitaire et la société civile, à travers un objectif commun : l’amélioration des milieux de vie urbains,,. Il a également étroitement collaboré et soutenu la candidature de la Ville de Montréal en 2006 pour la désignation de Montréal, ville UNESCO de design.  
Ainsi de 2009 à 2012, il a été coproducteur du chantier «Montréal, ville UNESCO de design» (avec la Ville de Montréal et le Gouvernement du Québec) pour promouvoir des initiatives publiques innovantes et marquantes pour le milieu montréalais du design. Notons que ce projet a été cité par l’UNESCO dans le rapport mondial 2016 sur la culture pour le développement urbain durable (Case Study 44).
De 2003 à 2017, il a dirigé et réalisé des WAT_UNESCO (ateliers/terrain internationaux en design urbain) dans plus d’une dizaine de villes dans 6 régions du monde,. Pour souligner l’excellence de son engagement pédagogique international, l’Organisation universitaire interaméricaine / Inter-American organization for higher éducation (OUI-IOHE) lui octroyait en 2016, la Médaille d’or au concours du Prix interaméricain d’innovation éducative en enseignement supérieur,,.

### L’art contemporain des jardins et des paysages en actions
Parallèlement à sa carrière académique, Philippe Poullaouec-Gonidec a soutenu plusieurs projets en création contemporaine dans l’art du jardin et du paysage.   
Cet intérêt est alimenté par son propre univers d’expérimentations artistiques qui remonte à sa formation en arts au début des années 70 et qui s’est confirmé en 1975 lors de sa participation comme exposant au Salon de la jeune peinture (Jeune création) au Musée d’Art Moderne de la Ville de Paris (France). Il reviendra ponctuellement à la création, dont notamment, en 1991 alors qu’il réalise en collaboration avec l’architecte paysagiste Claude Cormier, une installation artistique - Les Pruches, La forêt Enchantée, - pour le Bar Business, Montréal (Canada) ou encore en 1993, lorsqu’il est invité à concevoir Le jardin des nuages, une œuvre éphémère pour la Ville de Niort (France).  
En 1998, il crée et dirige l’École d’été de Métis pour soutenir durant plus de 5 ans une réflexion critique et inventive en architecture de paysage sur le thème de l’art du jardin et du paysage. En 2000, il a cofondé le Festival international de jardins de Métis aux jardins de Métis à Grand-Métis (Québec),. De sa création en 2000 à l’édition 2003, il a été coresponsable de la direction artistique et scientifique de cet événement fortement engagé dans le renouvellement de l’art des jardins. Sous sa codirection scientifique, cette manifestation a acquis une véritable notoriété internationale et s’est mérité plusieurs prix d’excellence.
Dans la foulée de cet engagement, il est invité à agir comme l’un des commissaires de la 4e Biennale de Montréal (2004) du Centre international d’art contemporain de Montréal (CIAC), et  parraine deux éditions (2004 et 2005) des Rendez-vous des arts sans frontières «Les Escales improbables de Montréal».
En 2012 il poursuit sa réflexion artistique à l’échelle internationale en dirigeant la réalisation de trois installations paysagères marquantes (Scarified Landscape) qui ont été produites dans le cadre de la 2e édition internationale du Landworks Sardinia 2012 (Italie),,,. De 2011 à 2014, il dirige la réalisation de deux concours de création contemporaine de jardins dans deux villes chinoises (Chongqing 2011-2012 et Qingdao 2013-2014), pour promouvoir la relève canadienne et québécoise en architecture de paysage sur la scène internationale. 
Ces dernières années, il réinvestit la peinture et poursuit une réflexion s’apparentant à la figuration narrative, où les paysages et corps emmêlés s’articulent en composition complexe de sens et de formes. Il s’agit d’un prolongement de ses recherches sur le concept de paysage et ses figures d’impression et d’expression menées dans les années 2000. Ces figures élaborées dans une composition chromatique saturée sont une distanciation de la réalité perçue. Elles sont une convocation aux dérives imaginaires et évocations de lieux et d’horizons. 

## Prix et distinctions
Cette liste est tirée du curriculum vitae disponible sur la page de la Chaire UNESCO en paysage urbain de l’Université de Montréal (CUPUM) 
- 1989 : Prix d’excellence national de l’Association des architectes paysagistes du Canada (AAPC). Projet : Plan directeur d’aménagement du campus de l’Université de Sherbrooke, Québec (en collaboration avec Claude Cormier, architecte paysagiste)
- 1991 : Mérite national des Prix d’excellence nationaux de l’Association des architectes paysagistes du Canada (AAPC). Projet : Les Pruches, La forêt Enchantée, installation (en collaboration avec Claude Cormier, architecte paysagiste) [48]
- 1992 : Mention spéciale des Prix de l’Ordre des architectes du Québec. Projet : La place Berri - Montréal (en collaboration avec Peter Jacobs)[49]
- 1993 : Citation régionale des Prix d’excellence nationaux de l’Association des architectes paysagistes du Canada (AAPC). Projet : La place Berri - Montréal (en collaboration avec Peter Jacobs et la Division de l’aménagement des parcs de la Ville de Montréal)[50]
- 1993 : The 1993 Canadian Architect Award of Excellence 25 th Anniversary (Espaces publics - projet Faubourg Québec – Montréal/Canada)
- 1994 : Mérite régional des Prix d’excellence nationaux de l’Association des architectes paysagistes du Canada (AAPC). Projet : Le projet de paysage du faubourg Québec – Montréal (en collaboration avec Peter Jacobs et Bernard St-Denis)[50]
- 2000 : Lauréat national du Grand prix du tourisme québécois (attraction touristique). Projet : Festival international des jardins de Métis (en collaboration avec Alexander Reford, Denis Lemieux et Marie-Josée Lacroix)
- 2002 : Prix d’excellence (groupe institutionnel) de la Société des musées du Québec. Projet : Festival international des jardins de Métis (en collaboration avec Alexander Reford, Denis Lemieux et Marie-Josée Lacroix)
- 2005 : Chevalier dans l’Ordre des Arts et des Lettres de la France soulignant ainsi sa contribution à la reconnaissance culturelle du projet de paysage et de l’art contemporain des jardins[51]
- 2005 : Prix de recherche de la Fondation Pierre Elliott Trudeau (Prix de recherche en sciences humaines 2005-2007)
- 2016 : Prix national des Prix d’excellence de l’Association des architectes paysagistes du Canada (AAPC). Livre : YUL/MTL, paysages en mouvement [52]
- 2016 : Prix d’excellence en enseignement pour l’internationalisation des programmes de l’Université de Montréal [53]
- 2016 : Médaille d’or au concours du Prix interaméricain d’innovation éducative en enseignement supérieur, décerné par l’Organisation universitaire interaméricaine / Inter-American organization for higher éducation (OUI-IOHE) pour les WAT_UNESCO [54],[31]
- 2017 : Membre élu de l’Académie des arts, des lettres et des sciences humaines (section Architecture) de la Société royale du Canada [55],[56]
- 2020 : Professeur émérite de l'Université de Montréal [57]
- 2022 : Médaille de l'Université de Montréal[58],[59]

## Publications (listes sélectives)
Cette liste est tirée du curriculum vitae disponible sur la page de la Chaire UNESCO en paysage urbain de l’Université de Montréal (CUPUM) et du site de la Faculté de l'Aménagement de l'Université de Montréal.

### Livres
- Poullaouec-Gonidec, Philippe, M. Gariépy et B. Lassus (dir.), (1999), Le paysage, territoire d’intentions, Édition de L'Harmattan, Paris (France), 206 p.  (ISBN 2-89489-047-8)
- Poullaouec-Gonidec, Philippe  (dir.), (2002). Parterres de paysages, Édition Les 400 Coups, 112 p.  (ISBN 2-89540-099-7)
- Poullaouec-Gonidec, Philippe et  D. Lemieux, (2002), Chambres vertes, Édition 2, Éditions Les 400 coups, 93 p.  (ISBN 2-551-21317-7)
- Poullaouec-Gonidec, Philippe, S. Paquette et G. Domon (dir.), (2003), Les temps du paysage, Édition Les presses de l’Université de Montréal (PUM), Série Paysages, Collection « Paramètres », 282 p.  (ISBN 2-7606-1877-3)
- Poullaouec-Gonidec, Philippe, G. Domon, et S. Paquette (dir.), (2005), Paysages en perspective, Édition Les Presses de l’Université de Montréal, Série Paysages, Collection « Paramètres », 368 p.  (ISBN 2-7606-2000-X)
- Poullaouec-Gonidec, Philippe, (2005), WORKSHOP_MARRAKECH La palmeraie en  paysages, Édition Les Presses de l’Université de Montréal, Série Paysages, Collection « Paramètres », 96 p.  (ISBN 2-7606-2002-6)
- Poullaouec-Gonidec, Philippe, (2006), WORKSHOP_LIBAN Saïda en projets de paysage, Presses de l’Université de Montréal, Collection « Architecture de paysages » , 136 p.  (ISBN 2-7606-2031-X)
- Poullaouec-Gonidec, Philippe, (2008), WORKSHOP_TUNISIE Invention paysagère des carrières de Mahdia, Presses de l’Université de Montréal, Collection « Architecture de paysages », 136 p.  (ISBN 978-2-7606-2063-6)
- Poullaouec-Gonidec, Philippe et S. Paquette, (2011), Montréal en paysages, Presses de l’Université de Montréal, 260 p.  (ISBN 978-2-7606-2216-6)
- Poullaouec-Gonidec, Philippe, S. Paquette. et P. Marmen, (2015). YUL-MTL Moving landscapes, Applied Research + Design Publishing (AR+D), ORO Group Ltd., 264 p.  (ISBN 978-1-940743-09-7)
- Poullaouec-Gonidec, Philippe, M. Ghorayeb, L. Costes et P. Marmen (2019), L’université et la ville : Évry, stratégie pour un modèle de partage, Édition La Découverte _Paris, 147 p.  (ISBN 978-2-37368-040-9)

### Chapitres de livre
- Poullaouec-Gonidec, Philippe et C. Cormier (1990), "Les pruches" in Contemporary Landscape in the World, Process Architecture Co. Ltd, Japan, p. 142-143.  (ISBN 4-89331-706-7)
- Poullaouec-Gonidec, Philippe (1991), "Le paysage feuilleté des Tuileries" in Le jardin des Tuileries de Bernard LASSUS, Stephen Bann et al.. éd. Coracle Press, Londres, p. 58-59.  (ISBN 1564660486 et 9781564660480)
- Poullaouec-Gonidec, Philippe (1992), "Le paysage urbain à la recherche de nouvelles expressions paysagères" in Paysage: Hypothèses pour une troisième nature, éd. Coracle Press, Londres, p. 116-125.  (ISBN 2-9506574-0-0)
- Poullaouec-Gonidec, Philippe (1995), « La place Berri à Montréal » in La place publique dans la ville contemporaine, éd. Le Méridien, Montréal, p. 101-108.  (ISBN 2-89415-121-7)
- Poullaouec-Gonidec Philippe (1996), « Paysage et modernité », in Actes des États généraux du paysage québécois – Québec, p. 9-12.  (ISBN 2-9803575-6-1)
- Poullaouec-Gonidec, Philippe (1998), « La nature dans la ville: substrats pluriels », in La ville en quête de nature, Éd. Septentrion-Centre Jacques Cartier, p. 117-128.  (ISBN 2-89448-115-2)
- Poullaouec-Gonidec, Philippe, (2002), « Les sensibilités des chambres vertes » in Chambres vertes, édition 2, Édition Les 400 Coups, p. 18-33.  (ISBN 2-551-21317-7)
- Poullaouec-Gonidec, Philippe (2003). « Les cultures du paysage » in Traité de la Culture, Institut québécois de la recherche sur la culture, Édition de l’IQRC (Institut québécois de la recherche sur la culture), p. 643-660.  (ISBN 2-89224-322-X)
- Poullaouec-Gonidec, Philippe, (2007). « Évocations paysagères », in Landscape + 100 parole per abitarlo, Collection Land&Scape Series, Gustavo Gili Editorial S.A., Barcelona (Espagne), p. 74-76. Et « Parterre, métaphore paysagère », in Landscape + 100 parole per abitarlo, Collection Land&Scape Series, Gustavo Gili Editorial S.A., Barcelona (Espagne),  p. 148-149.  (ISBN 978-84-252-2024-1)
- Poullaouec-Gonidec, Philippe, (2007), « La condition paysagère du territoire », in La notion de territoire, Territoires, le Québec - Habitat, ressources et imaginaire, Éditions MultiMondes & Musée de la Civilisation du Québec 2007 p. 19-23.  (ISBN 978-2-89544-113-7)
- Poullaouec-Gonidec, Philippe, (2010), «The forest as landscape», In Once Upon a Forest, Under the direction of Patrice Mangin, Remarks collected by Isabelle Quentin, p. 8-13.  (ISBN 978-2-922417-83-8)
- Poullaouec-Gonidec, Philippe (2020), « Reinventing the world through landscape reading », Humanist Futures: Perspectives from UNESCO Chairs and UNITWIN Networks on the futures of education. Paris, UNESCO. Humanistic futures of learning: Perspectives from UNESCO Chairs and UNITWIN Networks , version française:  Les futurs humanistes de l’apprentissage : Perspectives des chaires UNESCO et des réseaux UNITWIN .  (ISBN 978-92-3-200194-8)